# Verania crocea
Verania crocea är en skalbaggsart som först beskrevs av Étienne Mulsant 1866.  Verania crocea ingår i släktet Verania och familjen nyckelpigor. Inga underarter finns listade i Catalogue of Life.